# 春節連歓晩会
春節連歓晩会（読み：しゅんせつれんかんばんかい、中国語: 中央广播电视总台春节联欢晚会）とは、中央広播電視総台（CMG）が毎年春節（旧正月）の前日・除夕の中国標準時20:00から、旧暦1月1日の春節を跨いで行っている年越しカウントダウンイベント番組である。その模様は中国中央電視台（CCTV）を始め、中国本土で生中継される。略称は「春晩（拼音: Chūnwǎn、日本語読みは「しゅんばん」）」である。
日本でも2016年からニコニコ動画において同時通訳付きで生放送されている。

## 概要
1983年に放送開始。
中華人民共和国を代表する歌手によるライブ、京劇やコントなどの演劇などのさまざまな演目が展開されながら春節を祝う。また、観客席とインタビューや司会者とのやり取りがこの番組の特徴でもある。中国のお笑い番組ではこの番組で使われた映像を使うことが多い。
春晩からはさまざまな流行語（2008年の为什么呢？＜なんで？＞、2009年の不差钱＜友情はお金では買えないの意＞）、ブレイクする芸人（2009年の小瀋陽、マジシャンの劉謙）などが現れている。
ジャッキー・チェンやウー・ジン、イ・ミンホなどの国内外の有名人が多く出演し、また、近年では周杰倫や王力宏、S.H.Eなど台湾の歌手も多く出演している。また、2013年にはセリーヌ・ディオンが出演し、大きな話題になった。
同番組はCCTV-1、CCTV-3、CCTV-4、CGTNで同時放送され、毎年7億人以上が視聴されており、テレビCMでもNFL決勝のスーパーボウルを超える4701万元（2009年実績、参考までに第50回スーパーボウル30秒CM料は500万ドル）という破格の値段が付くといわれている。番組制作費も2016年の場合で約47億円と非常に高額である。
日本での「NHK紅白歌合戦」に相当する。NHK紅白歌合戦とは違い、紅組と白組に分かれてはいない。勝敗はつけない。歌だけではなく、マジックやコントなどのさまざまな演目があるなどの違いがある。
1990年代後半には全国のテレビ局でもこの番組を意識した番組が制作されたが、内容はほぼこの番組と一致している。
2012年に、視聴者数498,659,000人を記録して、ギネス世界記録に登録された。

## 放送時間
放送開始当初からの放送時間は、中国標準時の春節前日20時から春節当日深夜の1時まで。

## 出演者

### 司会者
司会者はその年によって異なるが最近では、CCTV-1とCCTV-3の専属アナウンサーが担当することになっている。
2015年には、羊のキャラクター陽陽が特別司会者を務めた。
2023年の司会は、中央広播電視総台所属の任魯豫、撒貝寧、ニグメット・ラクスマン、龍洋、馬凡舒、王嘉寧の6名である。

## 最多登場者
- 馮鞏:33回（1986-2018年）[12]
- 蔡明:28回（1991、1993-2019年）
- 張也:27回	（1987、1989、1994-2003、2006-2012、2015-2022）

## 視聴率
かつては全国的に高視聴率を誇る番組であった。2009年の放送では（同年1月25日 - 26日）、新華網の報道によると遼寧省で88.9%、吉林省で87.7%、黒竜江省で85.3%など中国東北部における春晩の視聴率は極めて高かった一方で、広東省で5.3%、広西チワン族自治区で2.6%、海南省で1.3%など低視聴率の地域もみられ、これらの視聴率と各地域の人口をもとにした推定では、全国視聴率が38.3%と4割を切ったという。
一方で、CTR市場研究が1996年から開始した、番組放送中に実施される電話アンケートでの視聴率調査によるデータでは、2009年は95.6%、2010年は96.1%と依然高視聴率を記録している。